# Marbach am Neckar
Marbach am Neckar – miasto w Niemczech, w kraju związkowym Badenia-Wirtembergia, w rejencji Stuttgart, w regionie Stuttgart, w powiecie Ludwigsburg, siedziba związku gmin Marbach am Neckar. Leży nad Neckarem, ok. 10 km na północny wschód od Ludwigsburga.
W mieście znajduje się Niemieckie Narodowe Archiwum Literatury (Deutsches Literaturarchiv). Obok, od 2006 roku swoją siedzibę ma również Muzeum Literatury Nowoczesnej (Literaturmuseum der Moderne), znane z wielu cennych zbiorów, m.in. znajduje się w nim rękopis Procesu Franza Kafki. Marbach am Neckar jest znanym i cenionym w Europie centrum nauk literaturoznawczych.

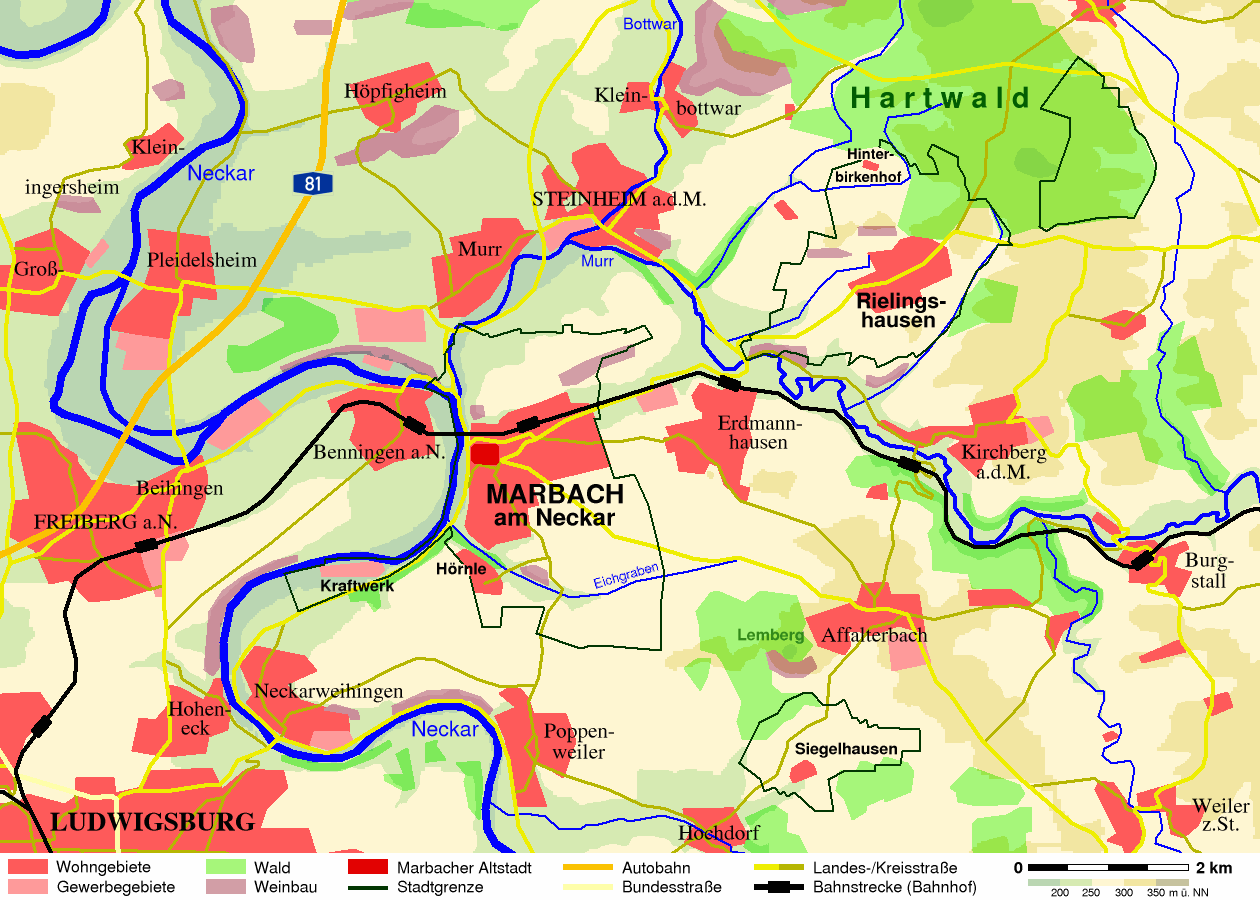
Mapa miasta

## Osoby

### Urodzeni w Marbach am Neckar
- Tobias Mayer, matematyk
- Friedrich Schiller, pisarz

### Związani z miastem
- Kurt Pinthus, pisarz

## Galeria

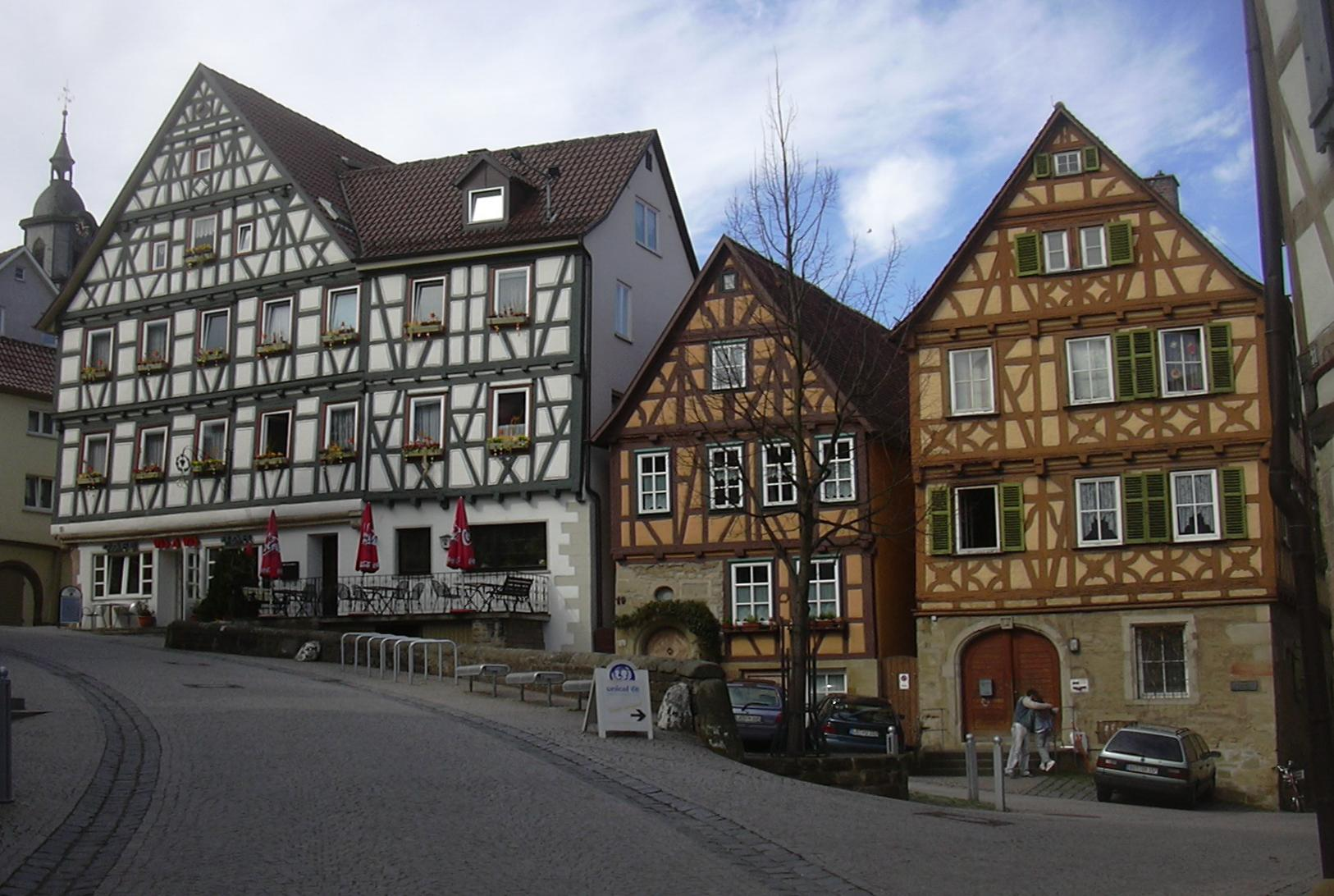
Ulica Niklastorstraße
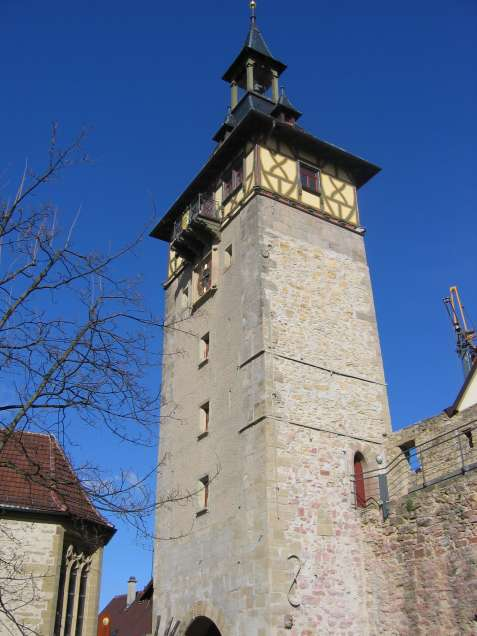
Wieża miejska
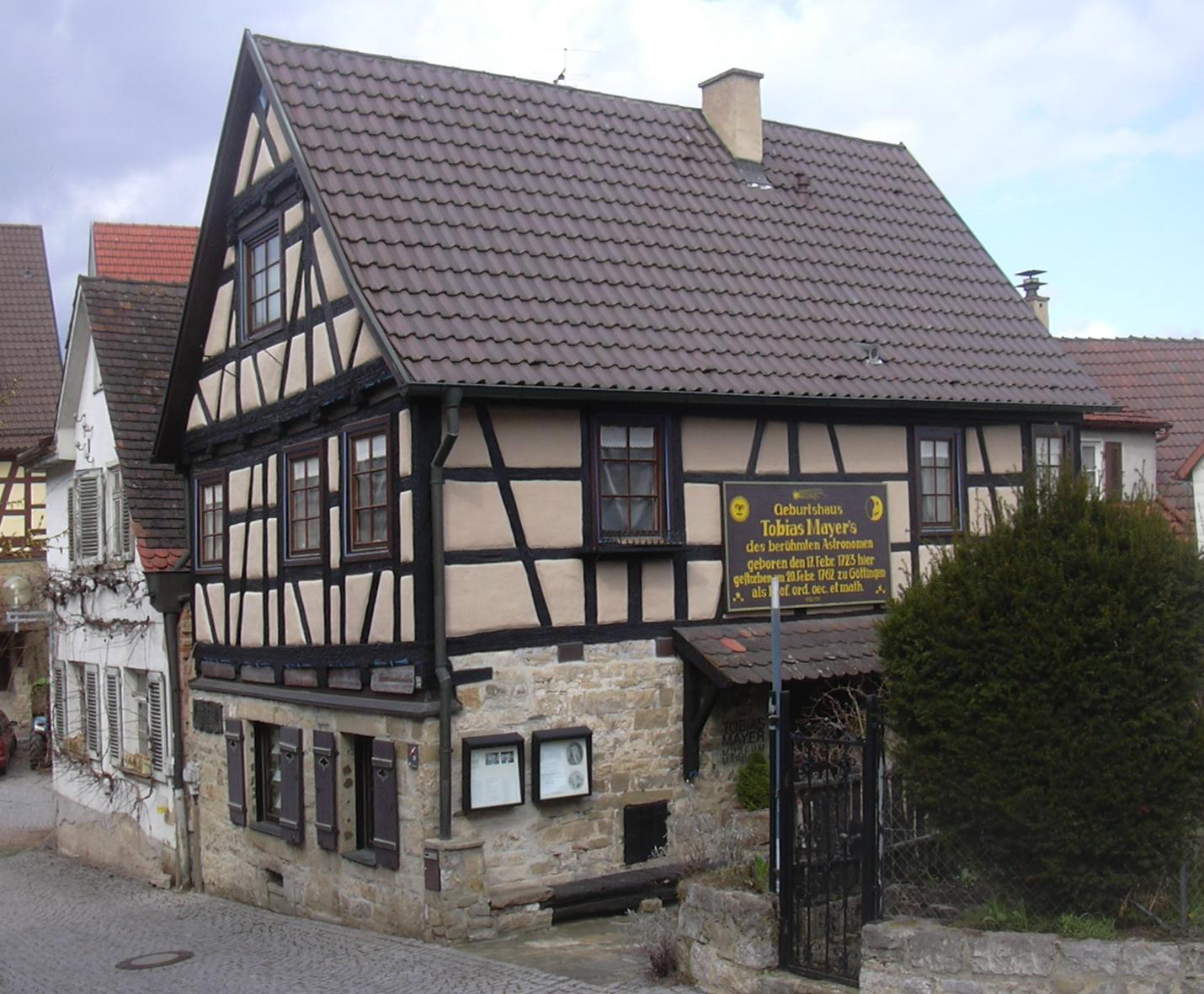
Dom Tobiasa Mayera
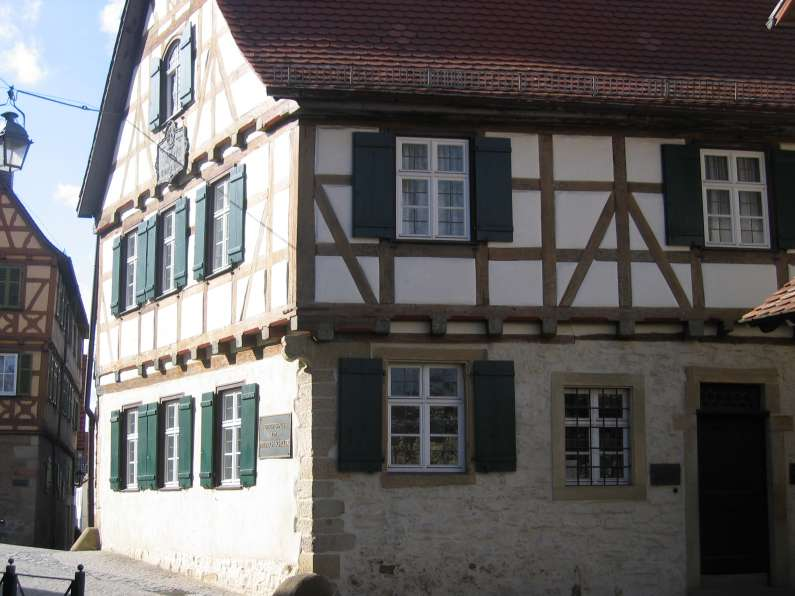
Dom rodzinny Schillera
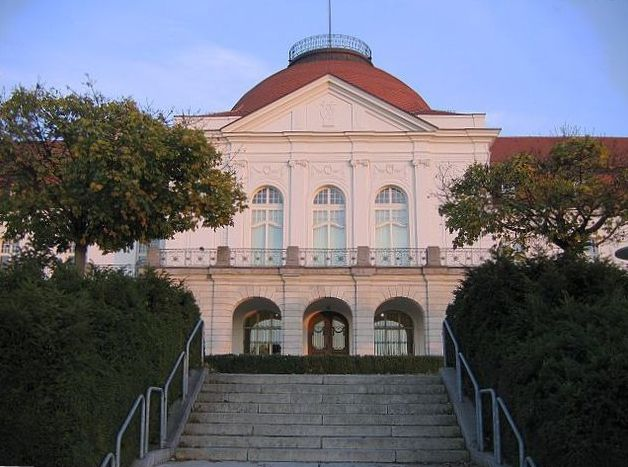
Muzeum Narodowe Schillera
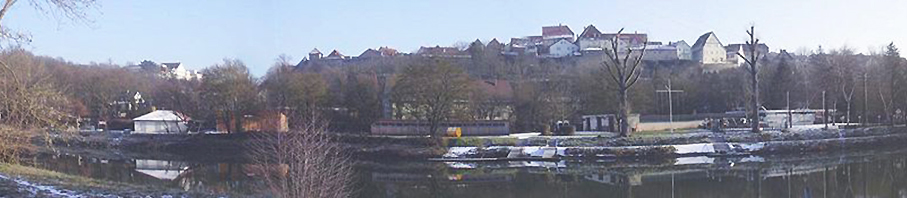
Panorama